# Добро место
Добро место (енгл. The Good Place) је америчка фантастично-хумористичка телевизијска серија творца Мајкла Шура. Премијера је била 19. септембра 2015. на мрежи NBC и завршила се 30. јануара 2020. након четири сезоне и 53 епизоде. Премијерно се емитовала од 20. септембра 2016. до 31. јануара 2021. на стриминг услузи Netflix у Србији.
Иако се радња током серије значајно развија, почетна радња прати Еленор Шелстроп (Кристен Бел), жену која је након своје смрти дочекана на „Добро место”, високо селективној утопији налик небима коју је дизајнирао и водио „архитекта” загробног живота Мајкл (Тед Дансон) као награда за њен праведан живот. Међутим, она схвата да је тамо послата грешком и мора да сакрије своје морално несавршено понашање у прошлости, покушавајући да постане боља и етичнија особа. Вилијам Џексон Харпер, Џамила Џамил и Мени Хасинто такође глуме као становници Доброг места, заједно са Дарси Карден као Џенет, вештачким бићем које помаже становницима.
Серија Добро место је добила критичко признање за своје писање, глуму, оригиналност, поставку и тон. Поред тога, позитивно су издвојени завршетак прве сезоне и истраживање и креативна употреба етике и филозофије серије. Између осталих признања, серија је освојила награду Пибоди и три награде Хуго за најбољу драматичну презентацију, кратку форму. Такође је била номинована за четрнаест награда Еми за ударне термине, укључујући награду за најбољу хумористичку серију за трећу и четрврту сезону.

## Радња
Серија је усредсређена на загробни живот у којем су људи после смрти послани на „Добро место” или „Лоше место”: сви људи добијају нумерички резултат на основу моралног понашања у животу. Само они са највишим оценама шаљу се на Добро место, где уживају у вечној срећи са сваком испуњеном жељом, вођени вештачком интелигенцијом по имену Џенет; сви остали доживљавају вечност мучења на Лошем месту.
У првој сезони, неморална усамљеница Еленор и мали криминалац Џејсон верују да су погрешно послати на Добро место. Еленорина сродна душа, Чиди, морални филозоф, покушава да их научи етици како би тамо могли зарадити своје присуство. Џејсонова сродна душа, богата друштвенка Тахани, покушава да помогне Мајклу, љубазном дизајнеру њиховог суседства, да се избори са хаосом који је очигледно изазвао Еленорино и Џејсоново присуство. На крају, Еленор схвата да су четворица људи заправо све време била на експерименталном Лошем месту, које је Мајкл изабрао да емоционално и психолошки муче читаву вечност.
У другој сезони, Мајкл више пута брише сећања људи покушавајући да поново покрене своје психолошко мучење, али они сваки пут схвате истину. Мајклови неуспеси доводе до тога да га уцењује други демон који жели његов посао, па Мајкл уверава људе да му помогну да превари свог шефа у замену за пролазак на право Добро место. Када Мајкл види да људи могу побољшати своју доброту након што умру, он апелује на њихов случај на вечитог Судију који одлучује да људи могу бити враћени у своје животе на Земљи, без сећања на загробни живот, како би покушао да докаже свој морални развој.
Поново на Земљи у трећој сезони, група учествује у истраживачкој студији коју су водили Чиди и његова колегиница Симон. Једном када сазнају истину о загробном животу, покушавају да помогну другима да побољшају своје морално понашање. На крају откривају да нико вековима није примљен на Добро место. Они предлажу да је систем бодова у основи неисправан и постављају експериментално симулирано Добро место како би тестирали своју тезу да се људи могу морално развијати уз одговарајућу подршку.
У последњој сезони, једногодишњи експеримент на крају доказује да људи могу показати морално побољшање у загробном животу. Група успоставља нови систем према којем ће преминули људи зарадити пут на добром месту полагањем тестова моралног развоја; а онда, да не би отупели од налета вечног блаженства, људи могу изабрати да напусте Добро место и мирно окончају свој загробни живот. У последњој епизоди, Џејдон, Чиди и Еленор на крају одлучују да изађу; Тахани постаје дизајнер загробних средина, а Мајклу је дозвољено да буде послан на Земљу да живи као човек.

## Улоге
| Глумац                | Улога           |
| --------------------- | --------------- |
| Кристен Бел           | Еленор Шелстроп |
| Вилијам Џексон Харпер | Чиди Анагони    |
| Џамила Џамил          | Тахани Ал-Џамил |
| Дарси Карден          | Џенет           |
| Мени Хасинто          | Џејсон Мендоза  |
| Тед Дансон            | Мајкл           |

## Епизоде
| Сезона | Сезона | Епизоде | Епизоде | Оригинално емитовање | Оригинално емитовање |
| Сезона | Сезона | Епизоде | Епизоде | Премијера            | Финале               |
| ------ | ------ | ------- | ------- | -------------------- | -------------------- |
|        | 1.     | 13      | 13      | 19. септембар 2016.  | 19. јануар 2017.     |
|        | 2.     | 13      | 13      | 20. септембар 2017.  | 1. фебруар 2018.     |
|        | 3.     | 13      | 13      | 27. септембар 2018.  | 24. јануар 2019.     |
|        | 4.     | 14      | 14      | 26. септембар 2019.  | 30. јануар 2020.     |